# Chiesa di San Valentino (Roma)
La chiesa di San Valentino è una chiesa di Roma, nel quartiere Parioli, in viale XVII Olimpiade al Villaggio Olimpico.
Fu realizzata tra il 1983 e il 1986 su progetto di Francesco Berarducci e consacrata dal cardinale Ugo Poletti il 23 novembre 1986.
La chiesa, in mattoni a vista con copertura in acciaio e vetro, è preceduta da una statua di angelo, che riproduce in copia una delle statue di Ponte Sant'Angelo.
La parrocchia, della quale la chiesa è sede, fu costituita il 2 maggio 1962 con il decreto del cardinale vicario Clemente Micara Ludis olimpicis solemniter e affidata al clero della diocesi di Roma. Prima dell'edificazione della struttura odierna fu visitata il 5 giugno 1969 da Paolo VI e, successivamente, da Giovanni Paolo II il 16 febbraio 1992.